# Мартін Ріттау
Мартін Ріттау (нім. Martin Rittau; 1887 — 1973) — німецький військовий юрист, генерал-суддя вермахту.

## Біографія
Учасник Першої світової війни. Коментатор Закону про оборону 1921 року і Військово-кримінального кодексу Німеччини. Під час Другої світової війни був членом Імперського військового суду і головним суддею 1-ї танкової армії.
З 1948 року — прокурор у Франкфурті-на-Майні. В 1948/50 роках займався розробкою нового військово-кримінального законодавства. З квітня 1951 року очолював прокуратуру Дармштадта. В серпні 1952 року вийшов на пенсію, після чого Федеральне міністерство внутрішніх справ найняло Ріттау консультантом з розробки Федерального військово-кримінального кодексу.

## Нагороди
- Залізний хрест 2-го і 1-го класу
- Почесний хрест ветерана війни з мечами (1934)
- Медаль «За вислугу років у Вермахті» 4-го класу (4 роки; 2 жовтня 1936)
- Медаль «За Атлантичний вал»
- Хрест Воєнних заслуг 2-го і 1-го класу з мечами
- Медаль «За зимову кампанію на Сході 1941/42» (1942)